# Essertines-en-Châtelneuf
Essertines-en-Châtelneuf és un municipi francès situat al departament del Loira i a la regió d'Alvèrnia-Roine-Alps. L'any 2007 tenia 615 habitants.

## Demografia

### Població
El 2007 la població de fet d'Essertines-en-Châtelneuf era de 615 persones. Hi havia 234 famílies de les quals 52 eren unipersonals (28 homes vivint sols i 24 dones vivint soles), 77 parelles sense fills, 89 parelles amb fills i 16 famílies monoparentals amb fills.
La població ha evolucionat segons el següent gràfic:
Habitants censats

### Habitatges
El 2007 hi havia 286 habitatges, 237 eren l'habitatge principal de la família, 37 eren segones residències i 11 estaven desocupats. 278 eren cases i 7 eren apartaments. Dels 237 habitatges principals, 209 estaven ocupats pels seus propietaris, 24 estaven llogats i ocupats pels llogaters i 4 estaven cedits a títol gratuït; 6 tenien dues cambres, 22 en tenien tres, 51 en tenien quatre i 157 en tenien cinc o més. 171 habitatges disposaven pel capbaix d'una plaça de pàrquing. A 73 habitatges hi havia un automòbil i a 149 n'hi havia dos o més.

### Piràmide de població
La piràmide de població per edats i sexe el 2009 era:
| Homes | Edats   | Dones |
| ----- | ------- | ----- |
| 0     | 95 o +  | 0     |
| 0     | 90 a 94 | 0     |
| 0     | 85 a 89 | 4     |
| 0     | 80 a 84 | 12    |
| 4     | 75 a 79 | 12    |
| 8     | 70 a 74 | 12    |
| 12    | 65 a 69 | 4     |
| 16    | 60 a 64 | 20    |
| 24    | 55 a 59 | 4     |
| 28    | 50 a 54 | 28    |
| 20    | 45 a 49 | 24    |
| 32    | 40 a 44 | 20    |
| 28    | 35 a 39 | 24    |
| 16    | 30 a 34 | 16    |
| 8     | 25 a 29 | 12    |
| 4     | 20 a 24 | 8     |
| 28    | 15 a 19 | 32    |
| 0     | 10 a 14 | 28    |
| 12    | 5 a 9   | 8     |
| 12    | 0 a 4   | 20    |

## Economia
El 2007 la població en edat de treballar era de 401 persones, 307 eren actives i 94 eren inactives. De les 307 persones actives 293 estaven ocupades (166 homes i 127 dones) i 14 estaven aturades (5 homes i 9 dones). De les 94 persones inactives 46 estaven jubilades, 29 estaven estudiant i 19 estaven classificades com a «altres inactius».

### Ingressos
El 2009 a Essertines-en-Châtelneuf hi havia 257 unitats fiscals que integraven 688 persones, la mediana anual d'ingressos fiscals per persona era de 19.949 €.

### Activitats econòmiques
Dels 27 establiments que hi havia el 2007, 3 eren d'empreses de fabricació d'altres productes industrials, 7 d'empreses de construcció, 7 d'empreses de comerç i reparació d'automòbils, 1 d'una empresa d'hostatgeria i restauració, 1 d'una empresa d'informació i comunicació, 1 d'una empresa financera, 2 d'empreses de serveis, 4 d'entitats de l'administració pública i 1 d'una empresa classificada com a «altres activitats de serveis».
Dels 4 establiments de servei als particulars que hi havia el 2009, 1 era un paleta, 1 guixaire pintor, 1 fusteria i 1 lampisteria.
L'any 2000 a Essertines-en-Châtelneuf hi havia 28 explotacions agrícoles que ocupaven un total de 585 hectàrees.

## Equipaments sanitaris i escolars
El 2009 hi havia una escola elemental.

## Poblacions més properes
El següent diagrama mostra les poblacions més properes.